# 薩比拉 (密蘇里州)
薩比拉（英語：Sabula）是位於美國密蘇里州艾昂縣的非建制地區。

## 歷史
薩比拉的郵局於1884年設立，其後於1953年停運。

## 地理
薩比拉所處的海拔為高於海平面210米（即689英呎），而該地所採用的時區為UTC-6，即北美中部時區（CST）。同時該地設有夏令時間，為UTC-6調快一小時，即UTC-5（CDT）。